# Marthe Keller
Marthe Keller (Basileia, 28 de janeiro de 1945) é uma atriz e diretora teatral suíça que fez uma carreira internacional, indicada ao Globo de Ouro, em 1977, como Melhor Atriz Coadjuvante pela sua interpretação em Marathon Man.

## Biografia
Marthe Keller estudou balé na infância, mas teve que interromper os estudos depois de um acidente. A partir daí começou a estudar teatro. Na época morando em Berlim estudou no Schiller Theatre e no Berlim Ensemble. Participou de espetáculos amadores, mas, a partir de 1970 atuou em montagens profissionais de peças famosas como Três Irmãs, de Anton Tchecov; Hamlet, de William Shakespeare; Don Carlos, de Friedrich Schiller; The Stronger, de August Strindberg. Na peça Betrayal, de Harold Pinter foi dirigida por Sami Frey. 
Começou no cinema atuando em filmes para a TV alemã. Em 1969 estreou no cinema francês no filme O diabo à solta do diretor Philippe de Broca. Durante as filmagens começou um relacionamento amoroso com o diretor, com quem teve um filho. Alexandre, que nasceu em 1971. Com De Broca ainda fez mais um filme, Por um capricho de mulher. Em 1974 fez grande sucesso como a protagonista do filme Toda uma vida, de Claude Lelouch, com música de Francis Lai. Na sequência atuou em Os segredos das velhas escadas, do diretor italiano Mauro Bolognini. O sucesso no cinema europeu chamou atenção de Hollywood e Marthe Keller foi convidada para atuar em Maratona da Morte, seu primeiro filme americano, sob a direção de John Schlesinger. Foi um sucesso extraordinário e a atriz foi indicada ao Globo de Ouro de atriz coadjuvante. Em seguida atuou em Domingo Negro, bem sucedido thriller político dirigido por John Frankenheimer. Logo depois Sydney Pollack a convidou para estrelar Um momento, uma vida, adaptação de um romance de Erich Maria Remarque.  Uma história de amor onde interpretou Lilian Morelli, uma mulher enigmática, com uma doença terminal, que se apaixona por um rebelde automobilista, personagem de Al Pacino. Durante as filmagens Keller e Pacino se apaixonaram e trouxeram para a vida real o amor que os personagens sentiam na ficção.
Marthe Keller ainda atuou em filmes de grandes diretores como Billy Wilder, John G. Avildsen, CharlesJarrot, Nikita Mikhalkov, Klaus Maria Brandauer, Clint Eastwood, Barbet Schroeder, David Hare e Luca Guadagnino.
Além de seu trabalho no cinema e teatro, Keller desenvolveu uma carreira na música clássica como oradora, produtora e diretora de ópera. Ela já interpretou o papel de Joana D'Arc no oratório Jeanne d'Arc au bucher, de Arthur Honegger, em várias ocasiões, com maestros como Seiji Ozawa e Kurt Masur.

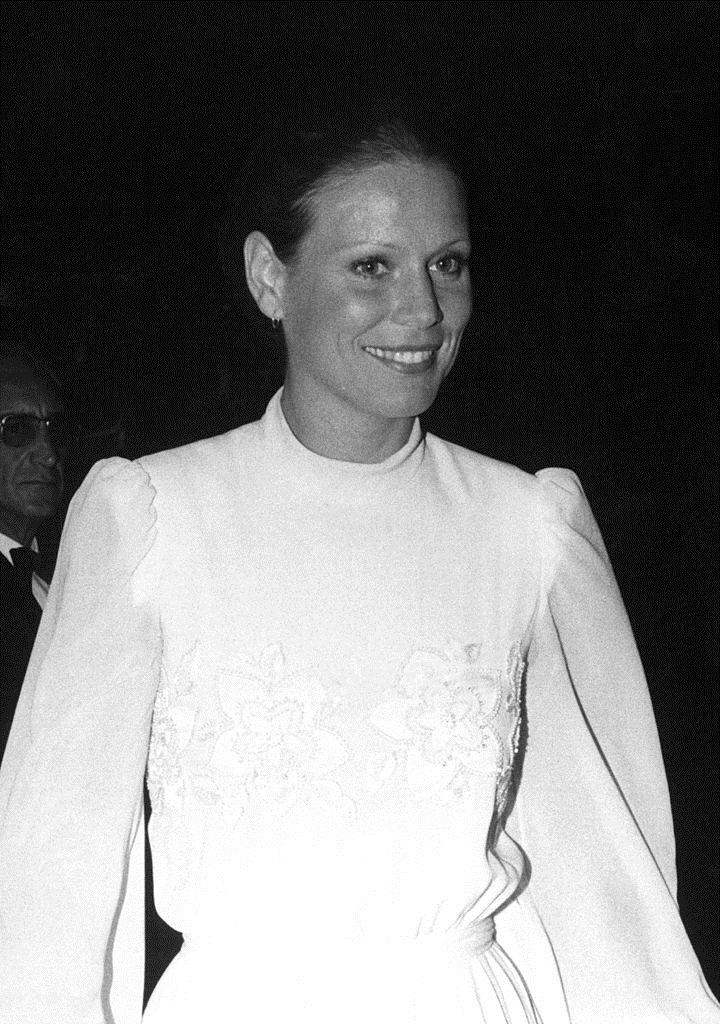
Marthe Keller em Monte Carlo de 1975

## Filmografia
- 1969: Le diable par la queue...(pt: O diabo à solta), de Philippe De Broca
- 1970: Les caprices de Marie, de Philippe De Broca
- 1971: Un cave, de Gilles Grangier
- 1972: La Vieille Fille, de Jean-Pierre Blanc
- 1973: Elle court, elle court la banlieue, de Gérard Pirès
- 1973: La chute d'un corps, de Michel Polac
- 1974: Toute Une Vie...(pt: Toda uma vida), de Claude Lelouch
- 1974: Die Antwort kennt nur der Wind, de Alfred Vohrer
- 1975: Per le antiche scale, de Mauro Bolognini
- 1976: Le guêpier, de Roger Pigaut
- 1976: Marathon Man...(pt: O homem da maratona), de John Schlesinger
- 1977: Black Sunday...(pt: Domingo negro), de John Frankenheimer
- 1977: Bobby Deerfield ...(pt: Um momento, uma vida), de Sydney Pollack
- 1978: Fedora...(pt: O segredo de Fedora), de Billy Wilder
- 1980: The Formula...(pt: A fórmula), de John G. Avildsen
- 1981: The Amateur , de Charles Jarrott
- 1984: Femmes de personne, de Christopher Frank
- 1985: Rouge baiser, de Véra Belmont
- 1985: Joan Lui - ma un giorno nel paese arrivo io di lunedì, de Adriano Celentano
- 1987: Oci ciornie...(pt: Olhos negros), de Nikita Mikhalkov
- 1989: Georg Elser - Einer aus Deutschland, de Klaus Maria Brandauer
- 1992: Lapse of Memory, de Patrick Dewolf
- 1994: Mon amie Max, de Michel Brault
- 1996: Afirma Pereira, de Roberto Faenza
- 1996: Nuits blanches, de Sophie Deflandre
- 1997: K, de Alexandre Arcady
- 1997: Elles, de Luís Galvão Teles
- 1998: L'École de la chair, de Benoît Jacquot
- 1999: Le Derrière, de Valérie Lemercier
- 2002: Time of the Wolf, de Rod Pridy
- 2004: Die Nacht singt ihre Lieder, de Romuald Karmakar
- 2006: Fragile, de Laurent Nègre
- 2007: Chrysalis, de Julien Leclercq
- 2007: Cortex, de Nicolas Boukhrief
- 2008: Bouquet final, de Michel Delgaso
- 2018: The Romanoffs 	Anushka